# 羅汝楫
罗汝楫（西元1089年—西元1158年），字彦济，號湛室老人，徽州歙县呈坎村人，北宋政治人物。

## 生平
羅汝楫是宋政和二年（公元1112年）进士，為郴州教授。紹興（公元1131—1162年）中，任殿中侍御史，阿附秦檜，與中丞何鑄交章論岳飛罪。又劾黜岳飛舊幕及大理寺欲輕判岳飛者數人，又淪罷鎮江知府劉子羽。累官吏部尚書、龍圖閣學士知嚴州。卒封新安開國侯，贈少師開府儀同三司。著有《東山稿》40卷。名垂宋史。《中國名人大辭典》、新編《歙縣誌》、新編《安徽人物大辭典》有載°
授监登闻鼓院，遷大理丞、刑部員外郎，宋高宗时，任监察御史，依附秦桧，升殿中侍御史，與御史中丞何鑄聯合彈劾岳飛，稱金兵攻淮西，岳飛至舒蘄頓兵不前。八月，岳飛免職奉祠。歷官吏部尚书、龙图阁学士，累赠少师《新安文献志》卷八四罗颀《罗郢州墓志》：“先兄姓罗氏，讳颂，字端规，徽州歙县人。……考讳汝楫，吏部尚书、龙图阁学士，累赠少师。”。绍兴十七年八月二十一日，除宫观《淳熙严州图经》卷一《题名》：“罗汝楫，绍兴十四年甲子，九月二十七日，以龙图阁学士、左朝请郎知严州。绍兴十七年八月二十一日，除宫观。

## 家族
- 羅仁昇
- 祖：羅承吉
- 父：羅舉，贈右朝請大夫
- 母：胡氏，封宜人
- 妻：呂氏，封淑人、追封魏国夫人
- 妻：王氏，封淑人、追封楚国夫人
- 妻：俞氏，封淑人、追封鲁国夫人
  - 子：羅顥，朝散郎、通判福州事
  - 子：羅籲，奉議郎、通判福州事
  - 子：羅頡，奉議郎、通判夔州事
  - 子：羅頌，终官朝奉大夫、知郢州
    - 孫：羅阜臣，早卒
    - 孙女：°  授监登闻鼓院，遷大理丞、刑部員外郎，宋高宗时，任[[监察御史]]，依附[[秦桧]]，升[[殿中侍御史]]，與御史中丞[[何鑄]]聯合彈劾[[岳飛]]，稱金兵攻淮西，岳飛至舒蘄頓兵不前。八月，岳飛免職奉祠。歷官吏部尚书、龙图阁学士，累赠少师<ref>《新安文献志》卷八四罗颀《罗郢州墓志》：“先兄姓罗氏，讳颂，字端规，徽州歙县人。……考讳汝楫，吏部尚书、龙图阁学士，累赠少师。”</ref>。[[绍兴 (南宋)|绍兴]]十七年八月二十一日，除宫观<ref>《淳熙严州图经》卷一《题名》：“罗汝楫，绍兴十四年甲子，九月二十七日，以龙图阁学士、左朝请郎知严州。绍兴十七年八月二十一日，除宫观。”</ref>罗氏，适张泰初
    - 孙女：罗氏
    - 曾孙：罗榞

  - 子：羅願，终官知鄂州事，享年四十九歲，著有《爾雅翼》
    - 孙：羅縉臣，早卒
    - 孙：羅孝臣，早卒
    - 孙：羅欽臣，早卒
    - 孙：羅睦臣，承直郎、南康軍録事參軍事
    - 孙女：羅氏，適吴坰
    - 孙女：羅氏，
    - 孙女：羅氏，

  - 子：羅頎，終官朝散大夫、通判蘄州事、贈中散大夫
- 子：羅頮，右承務郎、監臨安府新城稅
- 女：羅氏，適右從政郎、荊南節度推官胡昌
- 女：羅氏，適右奉議郎、僉書常徳軍節度判官俞穡
- 孫：羅表臣，右承務郎、監宣州水陽鎮
- 孫：羅厖臣，右修職郎、㜈州蘭溪主簿
- 孫：羅元臣
- 孫：羅介臣
- 孫：羅克臣
- 孫：羅信臣
- 孫：羅丗臣
- 孫：羅力臣
- 孫：羅似臣
- 孫：羅正臣
- 孫：羅扈臣

## 延伸阅读
[在维基数据编辑]
 《宋史·卷380》，出自脱脱《宋史》